# La Compagnie (Heroes)
La Compagnie est une société fictive de la série télévisée Heroes. Société anonyme au cœur des intrigues des trois premiers volumes, elle avait pour objectif de contrôler les personnes ayant un pouvoir trop dangereux pour le monde. Elle est connue à travers sa couverture, une entreprise de papier nommé Primatech.

## Fondateurs
La Compagnie fut fondée par un groupe de 12 personnes dans le but d'aider et de contrôler les personnes spéciales. Adam Monroe ne fait pas partie des 12 car il fut enfermé peu après la fondation mais c'est tout de même lui qui a convaincu les 12 de s'unir.

### Adam Monroe
Adam Monroe est un homme âgé de plus de 400 ans, encore en vie grâce à son pouvoir de régénération cellulaire accélérée qui l'empêche de vieillir.
Connu sous le nom de Takezo Kensei, un héros japonais (mais d'origine britannique), il est devenu une légende avec l'aide de Hiro, qui a fait d'un alcoolique un combattant émérite. Il a été l'ami de Hiro Nakamura mais l'a finalement trahi à cause de la romance entre Yaeko et Hiro, et a ensuite dans le présent tué son père (Kaito Nakamura).
Il s'est servi de Peter Petrelli pour diffuser le virus Shanti mais est finalement attrapé par Hiro qui l'enferme dans un cercueil.
Ses expériences à travers le temps et le monde l'ont convaincu de détruire l'humanité, et il y parviendra presque par deux fois avec le virus Shanti, créé par la Compagnie, et l'aide de la plupart des membres.
Il mourra finalement de la main de Arthur Petrelli qui lui volera son pouvoir pour revenir et le fera tomber en poussière.

### Angela Petrelli
À la suite du désastre de Coyote Sands, Angela Petrelli fonde une compagnie avec d'autres gens spéciaux afin de cacher leur existence et de changer le monde. Elle participe à la création du virus, de la formule et au déroulement du plan de New York.
Dans le volume 1, elle manipule ses fils afin que Peter fasse exploser New York et que Nathan devienne président. Dans le même temps, elle garde un lien avec la Compagnie via le Haitien, ce qui permet à Nathan et Peter d'échapper à Noah Bennet et de protéger Claire des dirigeants de l'organisation. Elle finit par se révéler à sa petite-fille ainsi que son rôle à ses fils. Après la mort de Linderman, la vieille femme poursuit l'objectif de ce dernier, mais échoue lorsque Nathan, influencé par sa fille, décide de sauver Peter, empêchant ainsi la bombe et le plan de New York organisé par les anciens.
Dans le volume 2, elle est interrogée à la suite du meurtre de Kaito Nakamura par Matt Parkman et lui demande de cesser de fouiller dans les affaires de la compagnie. Elle révèle ensuite où se trouve Victoria Pratt, l'une des membres fondateurs de la compagnie.
Après la mort de Robert Bishop à la suite de l'évasion des criminels du niveau 5, elle prend la tête de la Compagnie et congédie Ella Bishop. Manipulant Sylar en lui faisant croire qu'il est son fils, elle en fait un agent au côté de Noah Bennet, pour poursuivre les évadés. Elle envoie ensuite Hiro Nakamura retrouver la formule. Elle reçoit Nathan Petrelli et Tracy Strauss par la suite. Elle est ensuite paralysée par Arthur Petrelli. Libérée par Matt Parkman, elle tente en vain de protéger Claire de son mari et envoie Peter tuer ce dernier. La prise d'otage de Primatech par Sylar se termine par la destruction du bâtiment.
Peu après, elle s'assure de la destruction de la formule en interrogeant Rachel Mills, avant de dissoudre la Compagnie.

### Arthur Petrelli
Arthur Petrelli rencontra Daniel Linderman lors de la guerre du Viêt Nam. Plus tard, il découvrit son pouvoir puis rencontra Angela Petrelli, se maria avec elle et fonda la compagnie avec elle et d'autres spéciaux. Il participa au plan de New York.
6 mois avant le début de la série, il fête ses 40 ans de mariage avec Angela. Lorsque Linderman lui fait part de ses soupçons à propos de Nathan, il lui annonce qu'il le tuera si son fils continue d'enquêter sur la compagnie. Plus tard, il arrange un accident dans lequel Heidi est blessée. Peu après, Angela le surprend en train de parler de l'accident à Linderman et il efface sa mémoire. Le soir, sa femme l'empoisonne puis l'emmène à l'hôpital où il persuade par pensée un docteur de mentir à sa famille.
Il revient dans le volume 3 où l'on découvre qu'il a fondé une compagnie nommée Pinehearst. Avec l'aide de certains heroes, il tente de donner des pouvoirs au monde, pensant que cela va le sauver. Cependant, son plan échoue et il est tué par Sylar et Peter.

### Robert Bishop
En 1961, Robert Bishop, surnommé Bob, rencontra Angela Petrelli, Charles Deveaux et Daniel Linderman au camp de "coyote sands". Après la destruction de ce camp, il rencontra d'autres personnes dotées de pouvoirs et décida de créer la compagnie avec eux. Il eut une fille, nommée Ella, avec une femme inconnue qui mourut peu après.
Après la mort de Linderman à Kirby Plaza, Bob reprit la tête de la compagnie. Avec l'aide de sa fille, il captura et enferma Peter et lui annonça que la compagnie allait à nouveau travailler sur un virus pouvant enlever les pouvoirs. Dans le même temps, Il proposa à Niki Sanders d'aller à la compagnie pour se faire soigner de ses doubles personnalités. Il envoya aussi Sylar et Candice au Mexique. Après la mort de DL, Niki accepta de se faire soigner tandis que Peter et Adam Monroe s'échappèrent.
4 mois plus tard, Il parvint à engager Mohinder Suresh au sein de la compagnie pour travailler sur le virus Shanti. Il envoya ce dernier soigner le haïtien du virus mais ce dernier lui effaça la mémoire et le docteur se retrouve dans le bureau de Bob. Ce dernier lui offrit alors le loft d'Isaac Mendez en guise de laboratoire puis reçut la visite de Niki. Il envoya sa fille, Ella, en Irlande afin de trouver Peter mais, après avoir appris qu'elle avait tué un homme, lui ordonna de rentrer. Alors qu'il marchait avec Mohinder dans Primatech Research, il fut attaqué par Niki mais Mohinder la stoppa. Il rencontra ensuite Monica, accompagné de Mohinder, qui le dissuada de lui injecter le virus. Avant de partir, il donna à la jeune fille un portable. Il s'allia ensuite à Niki, Matt, Nathan et Mohinder pour stopper Maury. Alors qu'il discutait dans une pièce avec Nathan, Niki, contrôlée par le vieil homme, tenta d'injecter le virus à Bob, mais la jeune femme se l'injecta afin de se stopper. Après ces évènements, le docteur lui avoua qu'il tentait de faire tomber la compagnie avec l'aide de Bennet. Bob lui donna sa fille comme partenaire afin d'éloigner Bennet tandis qu'il capturait Claire et prit quelques gouttes de son sang. Il reçut un appel de Bennet, qui lui disait qu'il tenait Ella en otage et qui lui indiqua in lieu de rendez-vous. Bob, Mohinder et Claire partirent à la plage et se retrouvèrent en face de Bennet, West et Ella. Les deux filles s'avançaient et, tandis que Claire s'enfuyait avec West, Ella se détacha et lança un éclair sur le couple. Le père de Claire tira sur elle et Bob s'approcha de sa fille. Alors que Bennet allait lui tirer dessus, Mohinder tira dans l'œil de son ancien allié tandis que West et Claire s'enfuyaient. Le lendemain, Bob rendit les cendres du défunt à sa famille en disant à Claire que la compagnie la laissera tranquille désormais. Il ordonne ensuite à Ella d'espionner Claire puis accepte de détruire toutes les souches du virus à la suite de la demande de Mohinder. Il surprend Ella et Bennet en train de discuter et annonce à Bennet que sa fille commence à être difficile à gérer. Il lui propose alors un marché, sa famille sera libre s'il revient définitivement la compagnie, puis Bennet l'accepte.
Peu après, il réprimandera Ella car c'est sa faute si Sylar s'est échappée. Sa fille lui demande pardon mais son père l'ignore et lui dit de partir. Ella revient peu après et découvre le cadavre de son père, la tête ouverte par Sylar.

### Daniel Linderman
En 1961, Daniel Linderman rencontre Angela Petrelli, Robert Bishop et Charles Deveaux au camp pour spéciaux de Coyote Sands. Il fuit ce camp avec eux et, ensemble, ils rencontrent d'autres spéciaux et fondent la compagnie dans le but de sauver le monde.
Il rencontre Arthur Petrelli lors de la guerre du Viêt Nam.
Selon Bob, c'était le premier disciple d'Adam Monroe. Il était aussi un gangster très influent aux États-Unis et plus particulièrement à Las Vegas où il dirigeait de nombreux casinos. Ses relations avec les Petrelli seront à l'origine de nombreux bouleversements dans la série.
Dans la saison 1, c'est le dirigeant de la compagnie. Il achète les tableaux d'Isaac Mendez via Simone Deveaux, Il finance la campagne de Nathan Petrelli et a contrôlé les vies de Niki Sanders et DL Hawkins afin qu'ils aient un enfant. Vers la fin de la saison, il capture ce dernier et le convainc de trafiquer les machines à vote afin que Nathan soit élu. Il meurt finalement de la main de DL Hawkins.
Maury Parkman crée des illusions de Linderman pour manipuler Nathan dans le volume 3.

### Charles Deveaux
En 1961, Charles rencontre Angela Petrelli, Daniel Linderman et Robert Bishop dans le camp de "Coyote Sands" où il leur avoue avoir le pouvoir de persuasion télépathique. Après la destruction de ce dernier, il fuit avec ses trois amis et rencontre d'autres personnes "spéciales" - les autres fondateurs de la compagnie. 
Puis il quitte la compagnie et a une fille qu'il nomme Simone. Vers la fin de sa vie, il rencontre Peter Petrelli, un infirmier qui l'accompagne jusqu'à sa mort.
On le revoit dans l'épisode final dans un rêve de Peter. Il parle avec Angela du plan de Linderman et dit que c'est Peter qui sauvera le monde mais celle-ci rétorque que Peter est trop faible et que c'est Nathan qui sauvera le monde. Angela fait ses adieux à Charles avant de partir tandis que ce dernier dit à Peter, qui était invisible, que c'est lui qui va sauver le monde.

### Kaito Nakamura
Kaito Nakamura est le PDG de Yamagato Industries, une multinationale japonaise, l'un des fondateurs de la compagnie, le mari d'Ishi et le père de Hiro et Kimiko Nakamura.
Vers 1977, il se prend en photo aux côtés de Victoria Pratt et d'Adam Monroe. Après la création du virus, il empêche Adam Monroe de le répandre puis l'enferme dans un bâtiment de la compagnie au Texas et emprisonne le jeune homme à Primatech Research. Peu après, il refuse la proposition de Victoria Pratt de le détruire ce qui entraine la démission de la jeune femme.
Il aide également à créer la formule. Après la décision des fondateurs de ne pas l'utiliser, il la coupe en 2, en garde une partie et donne l'autre à Angela Petrelli. Il place également le catalyseur de la formule à l’intérieur de Claire qu'il confie à Noé Bennet.
Au départ peu enclin à se mêler aux affaires de la Compagnie, il apportera son soutien à son fils quand celui-ci voudra sauver le monde de l'explosion de Kirby Plaza.
Après la disparition de son fils, Kaito reçoit une menace de mort, sous la forme d'une photo marquée du signe hélix. Il revoit ensuite Angela, en lui conseillant de quitter le pays. Hiro, venu du futur, le prévient qu'il va mourir et le tente de le convaincre de s'enfuir en le ramenant au jour de l'enterrement d'Ishi. Néanmoins, Kaito fait comprendre à son fils qu'il ne peut échapper à son destin. Ce dernier le ramène alors dans le présent, et lui fait ses adieux. Kaito décède alors, assassiné par Adam Monroe.

### Victoria Pratt
C'est une scientifique de la compagnie. Elle a notamment créé le virus Shanti, un virus mortel qui enlève le pouvoir d'un humain évolué si ce dernier est en contact avec lui. En 1977, Adam Monroe tenta de libérer le virus mais Kaito le stoppa. Victoria demanda à ce dernier de détruire ce virus mais le japonais refusa en assurant qu'il sera en sécurité à Primatech, au Texas. Après ce refus, La femme décida de quitter la compagnie et se cacha, loin de la compagnie.
Peter Petrelli et Adam Monroe la retrouvèrent afin de localiser le virus. La vieille femme prévint Peter de l'attaque d'Adam dans son laboratoire mais ce dernier rétorqua qu'il voulait détruire le virus. Après que Peter lut dans ses pensées, Adam la détacha et cette dernière tenta de tuer le jeune Petrelli mais l'immortel lui tira dessus, la tuant sur le coup.

### Maury Parkman
Maury est le père de Matt Parkman. Alors que ce dernier avait 13 ans, Maury découvrit son pouvoir de lire dans les pensées. Effrayé par ce pouvoir, il fuit sa famille et trouva des gens comme lui puis créa la compagnie avec ces derniers. Aux cours de ces années, son pouvoir évolua et lui permit de faire de la persuasion télépathiques et de créer des illusions. Il décida de fuir la compagnie pour une raison inconnue et se cacha.
Après une tentative de localisation de Molly, Maury enferma la petite fille dans son esprit. Il travailla ensuite pour Adam Monroe et tenta de tuer Angela Petrelli. Il reçut la visite de Matt et Nathan qui voulaient connaitre la raison de ses attaques sur Molly et Angela. Maury décida de les enfermer dans son esprit avant de s'enfuir. Les deux hommes se libérèrent et joignirent leurs forces à Niki Sanders, Robert Bishop et Mohinder Suresh pour stopper le vieil homme. Après avoir ordonné télépathiquement à Niki de tuer Bob, il affronta son propre fils et perdit le combat.
Dans le volume 3, on apprend qu'il est enfermé dans le niveau 5, à Primatech Research. Après l'explosion électrique d'Ella Bishop, Maury, libéré, travailla pour Arthur Petrelli. Il fit alors des illusions à Nathan Petrelli pour qu'il s'allie à son père ainsi qu'à Daphnée Milbrook, afin qu'elle travaille pour Arthur. Après le refus de Matt de travailler pour Pinehearst, le père Petrelli ordonne à Daphnée d'aller le tuer. Maury décida de s'opposer à son chef pour sauver son fils mais Arthur lui brisa la nuque, le tuant sur le coup.

### Carlos Mendez
C'est le père d'Isaac Mendez. On le voit sur la photo des anciens. On apprend qu'il est décédé dans l'épisode final de la saison 2.

### Harry Fletcher
On le voit sur la photo des anciens. On apprend qu'il est décédé dans l'épisode final de la saison 2.

### Paula Gramble
On la voit sur la photo des anciens. On apprend qu'elle est décédée dans l'épisode final de la saison 2.

### Suzanne Amman
On la voit sur la photo des anciens. On apprend qu'elle est décédée dans l'épisode final de la saison 2.

## But
L'objectif premier des quatre fondateurs de la Compagnie (Linderman, Bob Bishop, Charles Deveaux et Angela Petrelli) est de dissimuler au monde l'existence des spéciaux, après leur expérience du camp de Coyote Sands.
Rapidement, l'opération prend des mesures drastiques contre les personnes aux pouvoirs jugés trop dangereux.
Dans la saison 2, Maury, Angela et Bob disent qu'ils voulaient "sauver le monde".

## Histoire

### 1961
Ces évènements sont relatés dans l'épisode 3x23 : 1961.
À la suite de la destruction du camp de "Coyote Sands", Angela Shaw, Robert Bishop, Charles Deveaux et Daniel Linderman décidèrent de créer un groupe pour aider et contrôler les gens spéciaux. La compagnie était née.

### 1977
Ces évènements sont relatés dans l'épisode 2x10 : Vérités et conséquences.
La Compagnie est fondée en 1977 par les douze fondateurs ainsi qu'Adam Monroe. devenue puissante, elle a diversifié ses activités. Les recherches de Victoria Pratt ont mené à la création du virus Shanti, du nom de la fille de Chandra Suresh, qui annule tout pouvoir chez les "spéciaux" mais se montre très virulent et mortel. Adam Monroe tente alors de le relâcher pour tuer tous les humains non spéciaux, mais il est maîtrisé et enfermé, et la souche du virus scellée.

### 1990
Ces évènements sont relatés dans l'épisode 1x17 : L'homme de main et dans l'épisode 3x12 : Notre père.
Après une tentative de marquage sur Mérédith Gordon, Noé Bennet et Claude Rains donnent son bébé à la compagnie. Peu après, Kaito Nakamura confie le bébé nommé Claire à Noé en lui indiquant toutefois que si elle avait un pouvoir, il devrait la rendre à la compagnie. Peu après, alors que Kaito et sa femme Ishi ne savent pas quoi faire du catalyseur de la formule, le Japonais décide de la placer à l'interieur de Claire. Noé Bennet ramène quelque temps sa fille à la compagnie avant de repartir.

### Volume 1: Genesis
On apprend que la Compagnie « Primatech Research » recherche les « Heroes » sous la couverture d'une usine de papier « Primatech Paper ». On découvre vers la fin du tome que Daniel Linderman en est le dirigeant et que son but est de faire exploser la bombe, pensant que cela va sauver le monde.

### Volume 2: Générations
Dans ce tome, Robert Bishop devient le dirigeant après le mort de Linderman et décide de faire des expériences sur le virus Shanti afin d'en faire un vaccin pour éliminer les pouvoirs. On découvre également que c'est Adam Monroe qui a convaincu les 12 fondateurs de créer la compagnie.

### Volume 3: Les Traîtres
Dans ce tome, Sylar attaque la compagnie et libère les prisonniers du niveau 5, tuant au passage Robert Bishop. Angela Petrelli prend ensuite la tête de la compagnie et fait tout ce qui est en son pouvoir pour capturer les évadés et stopper la compagnie « Pinehearst ».

### Volume 4: Les Fugitifs
Au début de ce volume, Angela Petrelli annonce à Claire que la compagnie a été dissoute à la suite de la destruction de Primatech Research.
Le gouvernement utilise les dossiers de Primatech pour traquer les spéciaux.
À la fin de ce volume, la Compagnie semble se reformer et Nathan semble la diriger.

### Volume 5: Rédemption
La Compagnie décidée par Angela Petrelli et Noé Bennet à la fin du volume 4 ne semble finalement pas avoir été fondée car Noé Bennet ne travaille plus comme agent et qu'elle n'intervient pas dans l'arrestation de Samuel Sullivan à la fin du volume.
Noé Bennet a récupéré des dossiers de Primatech pour sa recherche des membres de la fête foraine des Sullivan.

### Heroes Reborn
La Compagnie est à nouveau en activité à Odessa sous la couverture de Primatech Paper mais a été rachetée par la société Renautas d'Erica Kravid. Primatech est détruite dans l'attentat terroriste du 13 juin à Odessa et Renautas utilise les dossiers de Primatech pour traquer les humains évolués.

## Lieux

### Primatech paper
Primatech Paper est fondé en 1962, soit un an après les évènements de Coyote Sands.
Noé Bennet y est recruté par Thompson qui lui explique son métier d'agent et lui présente son partenaire, Claude Rains.
C'est l'usine de papier qui sert de couverture à la Compagnie. Noé Bennet travaille dans ce lieu, où se trouvent des prisons de haute sécurité pour les spéciaux. Après sa capture, Sylar est amené dans l'une d'elles où il subit plusieurs tests, avant de parvenir à s'échapper. À la suite de sa trahison envers la Compagnie, Bennet y est interrogé par Eric Thompson et Candice Willmer. Matt Parkman, Théodore Spragues et Noé Bennet y sont ensuite enfermés mais parviennent à s'échapper.
Dans le volume 2, on découvre que la souche 138 du virus Shanti se trouve dans ce bâtiment. Après avoir forcé l'entrée, Peter Petrelli et Adam Monroe parviennent jusqu'à ce dernier, mais les efforts combinés de Nathan Petrelli, Matt Parkman et Hiro Nakamura parviennent à stopper les deux hommes de voler les virus. Peter finit par détruire celui-ci et Nathan prévoit de révéler la Compagnie au monde, sous le regard d'une caméra de surveillance.

### Primatech Research
C'est le quartier général de la Compagnie durant les volumes 2 et 3. Ce bâtiment regroupe plusieurs lieux tels que le niveau 5 où sont enfermés les spéciaux dangereux, un hôpital où certains spéciaux sont soignés, ainsi que le bureau du dirigeant de Bob, qui deviendra celui d'Angela après la mort de ce dernier.
Dans le volume 2, ce bâtiment est le lieu de nombreux évènements. Peter Petrelli y est emprisonné avec Adam Monroe, Niki Sanders est internée dans l'hôpital, Mohinder Suresh et Ella Bishop y travaillent en tant qu'agents. L'affrontement contre Maury Parkman a également lieu dans cet endroit.
Dans le volume 3, Angela Petrelli prend la tête de la Compagnie, qu'elle dirige depuis ce bâtiment. De nombreux personnages visitent ce lieu : Noé Bennet et Sylar, étant agents, Nathan Petrelli et Tracy Strauss venus questionner Angela, Hiro Nakamura et Peter Petrelli, étant prisonniers. À la fin de ce volume, Primatech Research est détruit par un incendie provoqué par Mérédith Gordon.

#### Prisonniers du niveau 5

##### Knox
Knox se sert de la peur des autres pour devenir plus fort. Peu après avoir rencontré Jesse Murphy, il se fait capturer par le Haïtien et Noé Bennet.
Quand il s'évade du niveau 5, il choisit d'abord la vengeance, et n'hésitera pas à tuer l'allemand durant le braquage de banque. C'est lui aussi qui découvrira que Peter Petrelli est à l'intérieur du corps de Jesse.
Plus tard, on le retrouve sous les ordres de Arthur Petrelli, qui lui ramène Adam Monroe pour qu'il guérisse et revienne.
Il sera tué par Tracy Strauss, alors qu'il allait tuer Nathan Petrelli. Cependant, on peut voir sa photo sur le mur des spéciaux traqués par Emile Danko.

##### Flint Gordon
Flint Gordon est le petit frère de Meredith, (et notamment l'Oncle de Claire Bennet) et partage le même pouvoir de créer des flammes bleues de ses mains.
Après avoir participé à des braquages avec sa sœur, il se fait capturer par l'agent Thompson. En voulant libérer Meredith, il provoque l'accident de train du premier épisode de la série. Depuis, il est enfermé au niveau 5.
Après la fuite, il se joint à Knox sous les ordres de Arthur Petrelli.
Il est supposé mort dans l'incendie de Pinehearst, qu'il avait provoqué en enflammant la substance qui donne des pouvoirs aux humains normaux. Mais son pouvoir lui permettant de survivre à des températures extrêmes et au feu laisse un doute... l'explosion seule aurait pu le tuer.

##### Eric Doyle
Eric Doyle est un marionnettiste, capable de contrôler les êtres humains comme ses poupées.
Il tomba amoureux de Meredith Gordon, mais ce ne fut pas réciproque. Suivit alors une névrose dont elle était le centre, jusqu'à ce qu'il soit capturé par la Compagnie. Lors de la grande évasion, il retourna dans son théâtre, et retrouva Meredith. Il fut à nouveau neutralisé, par Claire Bennet et ses "deux" mères (biologique et adoptive), et ramené dans les sous-sols de Primatech. Bennet doit le libérer alors que Sylar rôde dans les couloirs du bâtiment. L'affrontement tourne à l'avantage de Sylar. Il parvient ensuite à s'enfuir de l'immeuble en flammes.
Plus tard, il sera enlevé et torturé par les hommes de Danko, et sera sauvé par Rachel Mills. Il recevra alors un message de Rebel, lui disant de demander l'aide de Claire Bennet pour s'échapper. La jeune fille parviendra à lui trouver des faux papiers. Mais sa fuite sera de courte durée, car il sera capturé par Sylar, qui le donnera à Danko.
Dans la saison 4, on apprend qu'il a été recueilli par Samuel Sullivan et trouva refuge auprès d'autres spéciaux dans sa fête foraine, où il utilise ses capacités au grand jour.
Après avoir été convaincu du bien-fondé des actions de Samuel, il obligea Emma à utiliser son don afin de ramener le plus de personnes normales à Central Park pour que Samuel puisse les tuer et créer son havre de paix pour les spéciaux.
Il fut arrêté par Sylar et assommé par Emma. Le tueur l'épargna, montrant ainsi à tous son véritable changement.
Dans la mini-série Heroes Nowhere Man, qui est plus un bonus de 4 épisodes de 5 minutes chacun, Doyle renommé Jason via des faux papiers apprend à maîtriser ses pulsions face à un horrible et prétentieux patron machiste et tyrannique. De plus on y voit le personnage de Doyle devenir de plus en plus humain et aussi un début de relation/passion entre lui et la femme de son patron. La dernière séquence de cette série montre Doyle laissant fuir son ex-patron après l'avoir menacé au cas où recommencerait a mal se comporter, à la suite de quoi Doyle ferme la porte par télékinésie, ce qui n'a jamais été son pouvoir puisqu'il n'était capable jusqu'à présent que de faire bouger les êtres humains. On peut donc en conclure que, tel Tracy Strauss (ainsi que d'autres) qui a évolué de la maîtrise de la glace à celle de l'eau, grâce à une contrainte (être enfermée dans une pièce surchauffée) qui est pour Doyle de résister a la tentation d'utiliser ses pouvoirs alors qu'il en a eu envie plusieurs fois. cela a constitué une sorte d'épreuve qui lui a permis de devenir plus puissant en passant de la maîtrise des vivants a la maîtrise des objets également.

##### L'Allemand
L'Allemand était un terroriste capable de contrôler les champs magnétiques. Il fut capturé à Berlin.
Après la grande évasion du niveau 5, il sera tué par Knox alors qu'il voulait empêcher un massacre.

##### Jesse Murphy
Jesse Murphy a le pouvoir de moduler les ondes sonores qu'il crée.
Il sera capturé par Noé Bennet et le Haïtien, avec Knox. Depuis, il est détenu au niveau 5, jusqu'à ce qu'il s'évade. Mais à ce moment-là, un Peter Petrelli venu du futur a enfermé son alter ego du présent dans son corps. Il suit donc malgré lui Knox, Flint et l'Allemand vers la banque qu'ils vont braquer.
Alors que Peter du présent est démasqué, Peter du futur le libère, le laissant face à Sylar, qui le tue et lui prend son pouvoir.

##### Danny Pine
Danny Pine a le pouvoir de changer son corps en métal et à lui donner la forme qu'il souhaite.
C'est un vieil homme qui est enfermé depuis longtemps au niveau 5. Après son évasion, il vécut quelques jours dans la rue et fut la première et unique capture de Meredith Gordon en tant qu'agent de la Compagnie.
De nouveau enfermé au niveau 5, il y restera jusqu'au dernier épisode du volume 3, où Noé et Meredith le libèrent (ainsi que d'autres mutants) afin de capturer Sylar. Plus tard dans l'épisode, Meredith croise un bras sectionné partiellement métallisé au sol, ce qui laisserait sous-entendre que Sylar l'ait tué.

##### Stephen Canfield
Stephen Canfield était un détenu du niveau 5, qui s'est échappé en même temps que les autres.
Il a le pouvoir de créer des vortex semblables à des trous noirs, ce qui a causé la disparition d'un de ses voisins avec qui il eut un différend. Claire Bennet le retrouva dans sa maison, et il s'échappa quand Sylar et Noé Bennet sont apparus. Coincé une nouvelle fois, il préféra disparaitre en se jetant dans un de ses propres vortex plutôt que d'accepter le marché de Noé Bennet qui consistait à faire disparaitre Sylar.

##### Baron Samedi
Frère du Haïtien, il se sert de l'invulnérabilité que lui donne sa peau dure comme l'acier pour semer la terreur: avec son groupe, il est impliqué dans un trafic d'être humain à Haïti. Il se considère comme un dieu (le baron Samedi est un dieu vaudou de la mort) et est vénéré par son groupe. Sous les ordres d'Arthur Petrelli, il capture Nathan Petrelli, qui était venu avec son frère Peter chercher l'Haïtien. Aidé par ces derniers, Nathan parvient à s'enfuir et l'Haïtien neutralise définitivement son frère.

##### Echo DeMille
Echo DeMille a le pouvoir de manipulation des sons.
Echo est apparu pour la première fois dans le Websiode en trois parties, Going Postal. Après avoir été capturé par les agents de la Compagnie, il fut emprisonné au niveau 5 sous le regard d'Angela Petrelli.
Dans l'épisode Dual (saison 3) Noah Bennet le libere, lui et Eric Doyle pour arreter Sylar qui s'est introduit dans la Compagnie. Plus tard, Noah revient au Niveau 5 où il découvre Echo mort, la gorge tranchée.

##### Tina Ramierez
Tina Ramierez est un personnage des comics. Son pouvoir est d'exhaler du gaz chlore au lieu du dioxyde de carbone.

##### Howard Grigsby
Howard Grisby n'est évoqué que dans les comics d'Heroes. Son pouvoir est la Luminescence, l'aptitude à émettre une lumière brillante de son corps. La lumière englobe tout le corps y compris ses vêtements, mais ne semble pas dégager de chaleur.
Dans le comic, il est capturé par Noah Bennet et emprisonné au Niveau 5. Howard est capable de briller suffisamment lumineux pour être aveuglant et causa des dommages permanents aux yeux de Noah Bennet. C'est d'ailleurs à ce moment qu'il due commencer à mettre ces célèbres lunettes d'écailles.

##### Michael Fitzgerald
Michael Fitzgerald est un personnage des comics. Son pouvoir est le même que Niki Sanders soit une force surhumaine.

## Agents connus

### Agents normaux

#### Noé Bennet
Noé Bennet est engagé par Thompson pour être agent de la compagnie après avoir recherché et tué un spécial qui avait assassiné sa femme. Il fait équipe avec Claude Rains et est entrainé par Ivan Spektor et Maarten. Peu après, Kaito Nakamura lui confie Claire Bennet qu'il élevera comme sa fille. Après la trahison de Claude, il le traque mais ce dernier s'échappe. Il fait ensuite équipe avec l'Haitien.
Durant ses nombreuses missions pour la Compagnie, il parvient à capturer de nombreux spéciaux, dont certains qui se retrouvent enfermés au niveau 5. Sa perte de vue est provoquée lors d'une mission sur un spécial pouvant contrôler le lumière. Il capture et marque également West Rosen, et tue pour une raison inconnue le père de Becky Taylor.
Peu de temps avant le début de la série, il parvient à recruter Eden McCain avec l'aide du haitien. Plus tard, il travaille avec Ella Bishop sur Gabriel Gray, transformant l'horloger en tueur malgré la réticence de la jeune fille.
Dans la saison 1, il travaille loyalement pour la compagnie, faisant espionner Mohinder Suresh par Eden et emprisonnant Sylar, qui lui échappe peu après. Néanmoins, lorsque la société tente de récupérer Claire, il la trahit et se fait emprisonné par celle-ci.
Dans la saison 3, il redevient agent après l'évasion des prisonniers du niveau 5. Le haitien étant en mission, Angela Petrelli lui assigne Sylar comme partenaire. Les deux hommes parviennent à capturer Flint Gordon mais échouent à attraper Stéphane Canfield qui se suicide. Après le revirement de Sylar, Bennet fait équipe avec Mérédith. Ils capturent Danny Pine et voient Nathan Petrelli et Tracy Strauss dans le labo de Mohinder. Peu après, Bennet a la mission de protéger Claire de Sylar et Ella mais Hiro Nakamura sauve la jeune fille. Il la retrouve à Primatech avec Angela et Mérédith puis ils affrontent Sylar. Leur combat se termine avec la mort de Mérédith et la destruction du bâtiment.
Quelque temps plus tard, Bennet retrouve Angela qui lui annonce la fin de la compagnie, mettant fin à la carrière de l'agent. Il utilise néanmoins les dossiers de Primatech lors de ses traques pour le gouvernement, puis pour trouver des informations au sujet du cirque des frères Sullivan.

#### Ivan Spektor
C'est le Mentor de Noé Bennet et de Claude Rains. Il meurt dans la saison 2 assassiné par Noé.

#### M.Thompson
Vers les années 1990, M.Thompson recrute Noé Bennet pour la compagnie après que la femme de ce dernier a été tuée par un spécial et qu'il a tué un autre spécial. Il lui présente Claude et lui annonce qu'il sera son partenaire. Peu après, alors que la compagnie soupçonne Claude de cacher un spécial, Thompson demande à Bennet de le tuer. Quelques jours plus tard, alors que la femme de Bennet a découvert une arme chez elle appartenant à son mari, Thompson lui présente le haïtien et lui indique ses dons.
Peu de temps avant le début de la série, il traque Flint et Mérédith Gordon et parvient à capturer cette dernière. Il lui propose de devenir agent, ce qu'elle accepte à contre-cœur. Ils capturent ensemble Danny Pine et Mérédith découvre que son frère a aussi été fait prisonnier par la compagnie. Après leur fuite, Thompson les traquent et parvient à capturer à nouveau Mérédith. Il la libère cependant en apprenant pourquoi elle déteste la compagnie.
Dans la saison 1, Il découvre que Claire Bennet a un pouvoir et demande à Bennet de l'amener. Il découvre peu après que ce dernier l'a fait s'enfuir. Il tente en vain de découvrir où elle se cache puis assiste à la fuite de Bennet, Matt Parkman et Ted Sprague. Peu après, il s'allie à Mohinder Suresh en lui promettant de stopper Sylar et lui présente Molly Walker. Alors que Matt et Bennet s'infiltrent dans le bâtiment pour trouver la jeune fille, il tente de les supprimer mais Bennet le tue d'une balle dans la tête.

#### Eric Thompson
C'est le fils de M.Thompson.

#### Mohinder Suresh
Mohinder se fait engager comme agent et scientifique par Robert Bishop mais veut en réalité faire tomber la compagnie avec Noé Bennet. Sa première mission l'amène en Haiti où il parvient à soigner le haitien du virus avant que celui-ci ne lui efface la mémoire. Bob lui installe ensuite un laboratoire dans le loft d'Isaac Mendez puis lui assigne Niki Sanders comme partenaire. Il fait des recherches sur Monica Dawson et dissuade Bob de lui injecter le virus. Avec l'aide de Niki, Matt, Nathan et Bob, ils parviennent à stopper Maury Parkman mais Niki s'injecte accidentellement le virus. Il tente de trouver un remède et convainc Bob de détruire toutes les souches du virus. Ce dernier lui présente sa fille Ella Bishop et lui annonce que Claire Bennet est la seule à pouvoir sauver Niki. Mohinder, Ella et Bob parviennent à récupérer le sang de la jeune fille mais, alors que le docteur le ramène à Niki, Sylar l'interromp. Après une confrontation, ce dernier récupère la sang de Claire et s'enfuit. Par la suite, Mohinder semble avoir démissionné de la Compagnie.

#### Dr.Zimmerman
Le docteur Zimmerman travaillait au camp pour spéciaux de Coyote Sands en 1961.
De nombreuses années plus tard, il créa une formule pouvant donner des pouvoirs pour la compagnie. Il injecta notamment la formule à Nathan Petrelli ainsi qu'aux triplettes Niki, Tracy et Barbara. Après la séparation des jeunes filles, il semble avoir adopté cette dernière. Il fit également des expériences sur Ella Bishop sur ordre du père de la jeune fille : Robert Bishop.
Quelques années plus tard, il reçut la visite de Tracy Strauss, lui avoua ce qu'il lui avait fait et lui annonça que c'était irréversible. Après avoir montré son pouvoir, la jeune femme partit.
On le voit sur une photo aux côtés de Barbara, l'allemand et d'une femme inconnue.

#### Hank
Hank est un agent normal de la compagnie. Il apparait pour la première fois lorsque Noé Bennet fait appel à lui ainsi qu'à Lisa, pour convaincre sa fille, Claire, qu'ils sont ses parents afin qu'elle ne cherche pas qui sont ses vrais parents. Après qu'elle a posé différentes questions, Hank et Lisa partent en annonçant à Noé qu'ils seront toujours là s'il a besoin d'aide. Il tente ensuite de soigner Sylar mais en est incapable et, alors qu'il emballe le corps, se fait tuer par le meurtrier.

#### Lisa
Lisa était un agent normal de la compagnie. Noé Bennet lui demanda son aide ainsi que celle de Hank lorsque Claire demanda à rencontrer ses parents biologiques.

#### Gael Cruz
C'est un des hauts dirigeants de la Compagnie. Sa partenaire qui est aussi sa petite amie est Bianca Karina. Ils meurent tous deux lors d'une tentative pour capturer Sylar.

#### Haram
Haram est un personnage des comics. Haram était l'ancien partenaire de Claude Rains après avoir tué une femme qui l'avait beaucoup déshydraté grâce à son pouvoir, il quitta la Compagnie.

#### Jamie Wu
Jamie Wu est un agent normal de la Compagnie. Il fut probablement tué par Evs Dropper.

#### Lauren Gilmore
Lauren Gilmore était une agent de la compagnie sans pouvoir. Elle avait des sentiments pour Noé Bennet mais, voyant que ce n'était pas réciproque, s'effaça la mémoire avec l'aide du haitien. Après la destruction de Primatech, elle devint agent du gouvernement.

### Agents spéciaux

#### Niki Sanders
Dans la saison 1, sous l'emprise de Jessica, elle travaille pour M.Linderman qui s'avère être le dirigeant de la compagnie. Elle tue pour lui Aaron Malsky.
Dans la saison 2, elle devient agent pour la compagnie après que cette dernière l'a soignée de ses multiples personnalités. Lors de sa première mission dont le but est de stopper Maury Parkman, elle s'injecte accidentellement le virus. Ne disposant plus de ses pouvoirs, sa carrière d'agent prend fin.

#### Isaac Mendez
Isaac Mendez est un artiste qui produit des peintures prémonitoires. Eden McCain et Noé Bennet le font venir dans la Compagnie pour une cure de désintoxication et lui apprendre à utiliser son pouvoir sans l'usage de drogue, ce qui s'avèrera vain.
Il fut tué par Sylar dans la saison 1.

#### Claude Rains
Claude Rains est un spécial d'origine anglaise pouvant devenir invisible. Dans la saison 1, il est présenté comme un ancien agent de la Compagnie que Bennet, son coéquipier, a tenté tuer pour avoir permis l'évasion d'autres spéciaux. On le revoit des années plus tard sans domicile fixe à New York, où il vit de petits larcins, jusqu'à ce qu'il croise la route de Peter Petrelli, qu'il va aider en l'entraînant à utiliser tous les pouvoirs qu'il a copié jusque-là (télékinésie, guérison spontanée, ...) sans la présence des spéciaux qui possèdent ces pouvoirs. Après une confrontation avec Bennet, Claude abandonne le jeune homme puis va à Londres. Quelque temps plus tard, il reçoit la visite d'Ella Bishop qui a un problème avec son pouvoir et qui lui demande son aide.

#### Maarten
Maarten était le coéquipier d'Ivan et l'un des mentors de Noé Bennet. Son pouvoir est la pyrokinésie.

#### L'Haitien
L'Haitien est recruté par Thompson alors qu'il n'est qu'un adolescent. Sa première mission est d'effacer la mémoire de Sandra Bennet, qui a découvert une arme appartenant à son mari, Noé Bennet, un agent de la compagnie. Après la disparition de Claude, il fait équipe avec Bennet.
Dans la saison 1, on pense qu'il travaille pour la compagnie mais on découvre qu'il travaille pour Angela Petrelli qui lui ordonne de surveiller Claire.
Après l'explosion de Kirby Plaza, il travaille à nouveau pour la compagnie qui a un nouveau dirigeant : Bob Bishop. Il fuit à nouveau peu après.
Dans le volume 3, Angela, ayant pris la tête de la compagnie, lui ordonne d'aller chercher la deuxième moitié de la formule. Il tente de la faire mais Hiro Nakamura et Ando Masahashi la lui vole avant de se la faire voler par Daphnée Milbrook. Le haitien ramène les deux hommes à Angela. Après l'avoir ramené d'Haiti, Peter Petrelli et lui sont chargés par Angela de tuer Arthur Petrelli mais c'est finalement Sylar qui le tue.

#### Eden Mccain
Eden est recrutée par Noé Bennet et le haitien pour devenir agent de la compagnie. Elle espionne ensuite Mohinder Suresh afin de découvrir la liste des personnes à pouvoir faite par son père, Chandra. Elle est assassinée par Sylar en tentant de tuer ce dernier. Elle a le pouvoir de persuasion.

#### Candice Wilmer
Candice a le don d'illusions, un pouvoir très utile pour la compagnie. Elle se fait passer pour Niki Sanders afin de capturer Micah. Plus tard, ces deux derniers entrent dans un bureau de vote où Candice ordonne à Micah de faire gagner Nathan Petrelli. Quelques jours plus tard, Candice affronte Niki, venue chercher son fils. Cette dernière l'affronte et récupère Micah. Peu après, Candice sauve Sylar à Kirby Plaza. Quatre mois plus tard, elle est envoyée avec lui au Mexique. Il se réveille, rencontre la jeune fille et la tue en voulant acquérir son pouvoir.

#### Ella Bishop
Ella Bishop est la fille de Robert Bishop et d'une femme inconnue. Après la mort de cette dernière, Ella est éduquée par la compagnie qui la forme pour devenir agent. Durant son enfance, son père lui fait subir des expériences pour savoir combien de watts elle pouvait produire avant de lui effacer la mémoire.
6 mois avant le début de la série, elle fait équipe avec Noé Bennet pour une mission à propos de Gabriel Gray. Alors qu'elle apprend à faire sa connaissance, elle se découvre des sentiments pour le jeune homme. Cependant elle reste loyale à la compagnie et transforme Gabriel en tueur.
Après l'explosion à Kirby Plaza, elle parvient à capturer Peter Petrelli et l'amène à son père qui prend le contrôle de la compagnie. 4 mois plus tard, le jeune homme s'échappe avec Adam Monroe malgré les efforts d'Ella de les arrêter. Par la suite, elle tente de retrouver Peter en Irlande mais, après avoir su qu'elle avait tué un homme, son père lui ordonne de rentrer. Elle fait ensuite équipe avec Mohinder Suresh et tente de capturer Claire Bennet. Durant cette mission, elle apprend de la bouche de Bennet les expériences que son père a fait sur elle. Elle est ensuite chargée d'espionner Claire mais cette dernière la remarque. Ella tente peu après de se racheter auprès de son père en stoppant Sylar mais le tueur s'échappe. Peu après, ce dernier attaque la compagnie et tue Bob et sa fille parvient à neutraliser Sylar. Alors qu'elle observe le cadavre de son père, Angela Petrelli lui annonce qu'elle prend la tête de la compagnie. Elle ajoute qu'elle est virée pour avoir fait s'échapper des dangereux prisonniers ce qui met fin à la carrière d'agent.
Ella meurt quelques jours plus tard, assassinée par Sylar.

#### Bridget Bailey
Bridget Bailey est une femme qui a le pouvoir de voir l'histoire des objets qu'elle touche. Peu après l'emprisonnement de Sylar à Primatech Research, Angela l'appelle et la laisse seule avec le meurtrier. Ce dernier se libère et l'assassine avant de prendre son pouvoir.

#### Mérédith Gordon
Après son arrestation par M.Thompson, Meredith Gordon accepte de devenir agent pour la compagnie. Elle arrête Danny Pine avec l'aide de Thompson et, lorsque celle-ci lui demande si elle est une agent, celui-ci lui dit qu'elle en sera un lorsqu'elle pourra accepter tous les ordres de la compagnie sans discuter même si ça la gêne. Après avoir découvert que Flint a été capturé, elle décide de fuir avec lui ce qui met fin à sa carrière d'agent.
Après l'évasion des criminels du niveau 5, Noah Bennet lui demande d'être sa coéquipière au sein de la Compagnie, ce qu'elle accepte. Avec ce dernier, elle intervient dans le loft d'Isaac où elle revoit Nathan Petrelli et rencontre Tracy Strauss. Par la suite, les deux partenaires parviennent à capturer Danny Pine. Lors de la prise en otage de Primatech, Sylar injecte de l'adrénaline à Mérédith, qui décède, ne pouvant plus contrôler son pouvoir.

#### Sylar
Dans le volume 3, Sylar devient un agent après qu'Angela Petrelli lui a appris qu'elle était sa mère. Lors de sa première mission, il fait équipe avec Noé Bennet et parvient à capturer Flint Gordon. Par la suite, les deux agents tentent de capturer Stephen Canfield mais ce dernier se jeta dans un vortex. Après le refus de Bennet de faire équipe avec lui désormais, il parvient à capturer trois évadés du niveau 5 tout seul. Peu après, alors que Peter Petrelli a été capturé par son père Arthur, Angela demande à Sylar d'aller le sauver. Après avoir rencontré Arthur, il décide de travailler pour lui, mettant fin à sa carrière d'agent.